# Fodé Abass Cissé
Pour les articles homonymes, voir Cissé.
Fodé Abass Cissé est un député et homme politique guinéen. Député uninominal de Dubréka de mars 2020 au 5 septembre 2021.

## Biographie
Député uninominal de la commune de Dubréka, de 2020 en 2021 de la dernier législation de mars 2020. Il est vice-président de la commission santé-jeunesse-sport-Art et culture de la 9eme législative de la république de Guinée sous la présidence Alpha Condé.